# Mecopharsa
Mecopharsa is een geslacht van wantsen uit de familie van de Tingidae (Netwantsen). Het geslacht werd voor het eerst wetenschappelijk beschreven door Carl John Drake in 1953.

## Soorten
Het genus bevat de volgende soorten:

- Mecopharsa hackeri Drake, 1953
- Mecopharsa secta Drake, 1960